# クリーヴィオ
クリーヴィオ（伊: Clivio）は、イタリア共和国ロンバルディア州ヴァレーゼ県にある、人口約1,900人の基礎自治体（コムーネ）。

## 地理

### 位置・広がり

#### 隣接コムーネ
隣接するコムーネは以下の通り。括弧内のCH-TIはスイスティチーノ州所属を示す。
- カンテッロ
- Mendrisio (Arzo, Besazio, Ligornetto) (CH-TI)
- サルトリオ
- Stabio (CH-TI)
- ヴィッジュ

### 地震分類
イタリアの地震リスク階級 (it) では、4 に分類される
。